# Světové hry mentálních sportů
Světové hry mentálních sportů (mentalympiáda) je akce pořádaná Mezinárodní asociací mentálních sportů. Soutěží se v následujících duševních sportech: šachy, čínské šachy, dáma, go a bridž. Plánuje se také zařazení pokeru a mahjongu. 
První světové hry se konaly v Pekingu v říjnu 2008. Zúčastnilo se jich 2763 účastníků ze 143 zemí a rozdělovalo se 35 sad medailí. Druhé hry se konaly v Lille v srpnu 2012. Třetí hry, které mělo pořádat v roce 2016 Rio de Janeiro, byly odloženy na neurčito; uskutečnily se pouze soutěže v bridži, které v září 2016 hostila Vratislav.